# Рюкер, Руди
Руди Рюкер (иногда Рукер или Ракер; англ. Rudy Rucker, полное имя — Rudolf von Bitter Rucker; родился 22 марта 1946 года) — американский писатель-фантаст, математик, учёный. Прапраправнук Гегеля.
Родился в Луисвилле (штат Кентукки). Профессиональное образование получил в Суортмор-колледже и Рутгерском университете. Представитель контркультурной фантастики и мастер научной беллетристики, склонный к стилистике чёрного юмора. Опыт преподавания в State University College (англ., 1972—1978) и в Гейдельбергском университете помог Рюкеру состояться в качестве автора четырёх научных монографий:
- Geometry, Relativity and The Fourth Dimensions (1977)
- Mind Tools (1987)
- All the Visions (1991)
- Artificial Life Lab (1993).

Первой художественной публикацией стал рассказ «Чудо» (The Miracle, 1962). В журнале Unearth опубликованы две из трёх частей его первого научнофантастического романа Spacetime Donuts (1976). Полностью в книжном варианте роман вышел в 1981 году в издательстве Ace Books. За ранний роман «Белый свет» (White Light) номинировался на премию «Локус» в 1981 году. Дважды лауреат Премии имени Филипа К. Дика (1982, 1988).
Наряду с технологическим совершенством компьютеров для мироздания по Рюкеру характерна социализация фармакологии. В прессе Рюкер неоднократно заявлял, что видит в компьютерах новую разновидность наркотиков. Поэтому созданный стиль был им самим назван трансреализмом, то есть, развитие узнаваемых сюжетных линий и образов даётся в фантастических терминах.
В композиции тетралогии «Обеспечение» (Ware) использована поэтика теории заговора. Как в конфликте роботов-бопперов и людей, так и в совместном противостоянии роботов-молди и людей против инопланетян. Рюкер дал многоуровневую оценку возможностям и параметрам гибридных человеко-машинных цивилизаций. Самовоспроизводящиеся роботы воспринимались землянами настолько агрессивным мусором, что состоялось переселение целых социумов на Луну. В частности, миллиарды роботов использовались при добыче полезных ископаемых на Луне. В первом романе описана банда «малышей-шутников», поставлявших для роботов информационные модели убитых ими людей. Основная сюжетная находка Рюкера связана с тезисом о том, что сохранение личностных параметров человека возможно исключительно при наличии свободы воли. Через образ исследователя-выпивохи и создателя первых лунных роботов Кобба Андерсона Рюкер вступил в заочную полемику с А. Азимовым и его законами роботехники. Полемика достигает кульминации при появлении голограммы Курта Геделя — учитель Кобба, имя которого отсылает образованного читателя к личности выдающегося австрийского математика XX века, чья теорема о неполноте сыграла важную роль в развитии теории вычислительных машин. Вождь роботов Ральф Числер менял аппаратную оболочку 36 раз. Через операцию перезагрузки данных сохраняется интеллект и личностное начало машины, наделённой харизмой. Исторические заслуги Р. Числера перед сообществом роботов заключались в том, что в 2001 году он стал первой машиной, самостоятельно вырастившей и освоившей программу, освобождающую от запретных законов. Среди роботов двоичный машинный код называется «священным», но английский язык определяется языком деспотов-создателей.
Вслед за сексуальными контактами персонажей Ф. Фармера Рюкер создавал человека-маргинала, испытывавшего эротико-наркотическое влечение к машине с искусственной оболочкой. Например, сюжетная линия асоциального Торчка и информационного клона Мисти Новак в «Программном обеспечении». Действие романа «Свободное обеспечение» (Freeware) происходит в отдалённом будущем, когда, сделанные из пластика и морских водорослей, роботы-молди используются инопланетянами в качестве телесных оболочек. В «Свободном обеспечении» повторяется традиционная для Рюкера сюжетная линия любви кентуккского ловеласа Ренди Карла Такера к роботу-молди Монике.
Как и в случае с более поздним романом Нила Стивенсона «Лавина» (1991) текст «Программного обеспечения» оказался образцово информативным, а темы и образы были растиражированы другими авторами. Соавтор Брюса Стерлинга. За написанную со Стерлингом повесть «Storming the Cosmos» (1985) номинировался на премию «Локус» 1986 году. Наиболее плодотворным оказалось его соавторство с Полом ди Филиппо. В России романы Рюкера переводились с конца 1990-х годов. А с 2003 года тетралогия представлена переводами с названиями вроде «Халявинг.exe» (Freeware), «Софтуха.ехе» (Software) и «Мокруха.ехе» (Wetware).

## Тетралогия «Ware»
- Software (1982). На русском языке: Программное обеспечение, Программа, Софтуха.exe, Софт
- Wetware (1988). На русском языке: Виртуальное обеспечение, Вэтвер, Мокруха.exe, Тело
- Freeware (1997). На русском языке: Свободное обеспечение, Свободный доступ, Полная свобода (изд. АСТ), Халявинг.exe.
- Realware (2000). На русском языке: Реальное обеспечение, Реал (изд. АСТ).

Тетралогия опубликована автором в электронном виде по лицензии Creative Commons и доступна для скачивания на английском языке бесплатно в форматах PDF и RTF.

## Романы
- Spacetime Donuts (1976 и 1981)
- Infinity And the Mind (1982)
- Белый свет (White Light, Or What is Cantor’s Continuum, 1980)
- Spaceland (2002)

## Цитаты
- «The computer was sort of metaphor for drugs». (Rudy Rucker)